# Richard Bampi
Richard Gustav Bampi (* 16. Juni 1896 in Amparo bei São Paulo, Brasilien; † 10. Juli 1965 in Kandern) war ein deutscher Keramiker und Künstler.

## Leben
Richard Bampi war der zweite Sohn des Architekten Gustavo Bampi (1873–1925) und seiner Ehefrau Lucia. Er wuchs in Rheinfelden auf, ging in Lörrach zur Schule und machte 1914 sein Abitur in Karlsruhe. Als Soldat im Ersten Weltkrieg wurde er 1916 vor Verdun verwundet. Ab 1919 studierte er Architektur, wechselte rasch von der Technischen Hochschule München nach Weimar ans Bauhaus zu Walter Gropius und Johannes Itten. Im Dezember 1919 heiratete er in Heidelberg Elisabeth Ilka Seyfried. Die politischen Verhältnisse zwangen ihn 1920 zur Flucht nach Italien. Ab 1922 hielt er sich ein Jahr in Wien auf, ehe er nach Brasilien auswanderte. 1923 gründete er die Kunstwerkstätten Rio mit Werkstätten für Bildhauerei, Keramik, Gold- und Silberschmiedearbeiten, Malerei für Stoff, Bucheinbände, Tapeten, Reklame, Illustrationen etc. Architektur, Innendekoration, Glasmalerei etc. und veröffentlicht erstmals seine Vorstellungen. 1925 kehrte er nach Deutschland zurück und errichtet kurz darauf ein Werkstattgebäude in Kandern. Gemeinsam mit Hermann Hakenjos aus der kurz zuvor geschlossenen Kunsttöpferei Tonwerke Kandern (KTK) gründete er 1927 die Fayence-Manufaktur Kandern GmbH. Werkstattmarke ist ein Dreieck mit FMK über Atlanten in Anlehnung an den Stempel seiner Keramikwerkstatt ANC (= Arte Nacional de Ceramica) in Rio.
1934 trennt er sich von Hakenjos und führt die Werkstatt alleine mit dem Meisterdreher Wilhelm Gimbel weiter, seit 1937 unter Fayence-Manufaktur Richard Bampi Kandern. Werkstattmarke ist das ligierte RB über Wellenlinien. 1939 stockt er das Werkstattgebäude um eine Atelier- und Wohnetage auf. Im Untergeschoss richtet er ein chemisches Versuchslabor mit neuen Elektroöfen ein, darunter einen 4 m² großen Herdwagenofen der Firma Riedhammer, Nürnberg. Die Herstellung von WHW-Plaketten in großer Stückzahl ermöglicht über Bezugsscheine die Beschaffung von Rohstoffen und Geräten, die er für seine Glasurforschung braucht. Der Maler Julius Bissier aus Freiburg bzw. Hagnau ist seit 1939 häufiger Besucher, durch den Bampi die japanische Teekeramik der Sammlung Ernst Grosse in Freiburg kennenlernt. 1943 hält sich Jan Bontjes van Beek mehrere Wochen bei Bampi auf.
1946 kann Meisterdreher Wilhelm Gimbel die Arbeit wieder aufnehmen und dreht Modelle nach Bampis Vorlagen. Bis zu dessen Ausscheiden 1950 entwickelt auch Julius Bissier erneut Modelle, die teilweise in die Serienproduktion aufgenommen werden. Mit dem Meisterdreher Silvio Siermann von der Staatlichen Fachschule für Keramik in Höhr-Grenzhausen ändert sich die Produktion ab 1956 grundlegend. 1959 wird Horst Kerstan Lehrling, seit 1963 hält er den Betrieb in Abwesenheit des erkrankten Lehrmeisters am Laufen, bis er nach dem Tod Bampis das Haus mit Werkstatt erwerben kann. Schüler und Mitarbeiter Bampis waren u. a. Hermann Messerschmidt, Waltraud Eich und Ruth Koppenhöfer. Der Werkstattstempel ist ein RB im Oval.
Nach 1945 gehört Richard Bampi zu den führenden Keramikern Deutschlands. Auf der Frankfurter Messe hat er seinen Stand neben der Majolika-Manufaktur Karlsruhe und kann an seinen Erfolg vor dem Krieg auf der Grassimesse in Leipzig anknüpfen. Museumswissenschaftler, Galeristen, Sammler und Kollegen schätzen ihn und seine Messeneuheiten. Bampi ist fortan auf allen wichtigen Ausstellungen und Messen im In- und Ausland vertreten. Er wird Mitbegründer der Gesellschaft der Keramikfreunde, wo er seit 1952 regelmäßig Vorträge hält und publiziert. Gemeinsam mit dem Galeristen Adriano Totti aus Mailand organisiert er 1954 für den Keramikwettbewerb in Faenza die erste große Ausstellung Deutscher Keramiker in Italien.
Dem Ruf keramischer Fachschulen folgt er 1954 und 1956 nicht, weil er sich seinen eigenen Forschungen widmen und seine Werkstattbetrieb nicht aufgeben möchte. Testamentarisch verfügte er, dass sein Nachlass versteigert und der Erlös zur Förderung von Keramikern unter 30 Jahren eingesetzt wird. Der Richard-Bampi-Preis wird seit 1969 alle drei Jahre von der Gesellschaft der Keramikfreunde verliehen.

## Werk
Erste künstlerische Arbeiten, Zeichnungen, Holzschnitte und Kleinplastiken sind seit 1914 bekannt, wurden in Zeitschriften wie Die Aktion und Der Orkan veröffentlicht. In Italien hat Bampi Kontakt mit einem Keramiker, in Wien sind Arbeiten in Gold, Silber und Email, Batiken, Tapetenentwürfe nachweisbar, in Rio darüber hinaus erste Keramiken. In der Kanderner Werkstatt modelliert er anfangs vor allem Plastiken, auch große Figuren, und befasste sich zunehmend mit der Gefäßkeramik. Die Ausstellung Chinesische Kunst 1929 in Berlin hinterlässt einen bleibenden Eindruck. Gleichzeitig wird die Grassimesse Leipzig zum Motor der technischen und künstlerischen Auseinandersetzung mit der zeitgenössischen Keramik. 1937 entstehen erste Rauchkeramiken mit Kupferreduktionsglasuren im Kohlemuffelofen. Aufmerksamkeit gewinnen im Herbst 1941 seine ersten Steinzeuggefäße mit Feldspatglasuren, gebannt bei 1200 °C im Elektroofen. Seine Keramiken mit Uranglasur finden immer noch guten Absatz.
Im Verborgenen entwickelt der abstrakte Maler Julius Bissier seit 1939 in Bampis Werkstatt Keramikformen mit Wilhelm Gimbel, gekennzeichnet mit der ligierten Ritzsignatur JHb. Ebenfalls unbemerkt von der Öffentlichkeit, stellt Bampi kleine Versuchsstücke im Probierofen her, in deren Boden er seinen Atlanten ritzt. Das fellartige Durchdringen von Glasuren, plastische Glasurränder mit stehenden Tropfen und Punktpaare in grün und rot werden sein künstlerisches Ausdrucksmittel.
Nach 1946 zeigen Formen unter dem Einfluss Bissiers und der japanischen Teekeramik absichtlich zugelassene Unregelmäßigkeiten der Wandung und Öffnung. Die ersten organischen Fruchtformen entstehen. Unter den Einfluss der skandinavischen Keramik kommen 1952 bis 1954 asymmetrische Modelle wie der Elefantenzahn und der Elefantenrüssel hinzu. Gleichzeitig gewinnen die Plastiken von Hans Arp, Max Bill und Constantin Brancusi für Bampis Gefäßkeramik an Bedeutung.
Schlichte Formen werden zu Trägern von Mondkratern und Lavaströmen. Da Bampi in der Nachkriegszeit den Kohlemuffelofen nicht auf 1200 °C heizen konnte, stellte er seine Feldspatglasuren mit Fritten auf 1060 °C weicher. Blasen und Risse sind erwünschte Effekte, Bezeichnungen wie getigert, geadert, geschuppt, gemasert, gefleckt weisen auf die Nähe zur Natur. Dunkle Gefäßwände und Schalenspiegel sind mit expressiven Pinselzeichen versehen, tragen Punktpaare oder Glasflüsse. Allmählich kann Bampi die Brenntemperatur im Kohleofen auf 1100 °C steigern; die sich durchdringenden, ablaufenden Fellglasuren werden dünner und glatter.
Mit Verwendung des hellen Westerwälder Steinzeugtons anstatt des rot brennenden Kanderner Tons ab 1956 kann Bampi die Temperatur im Elektroofen auf 1160 °C und mehr anheben. Seine Formen werden dünnwandiger, schlanker und eleganter. Alte Modelle werden überarbeitet, neue Modelle kommen hinzu. Neue Gefäßplastiken sind der Dreiklang bzw. Vierklang von 1957 und die Seerobbe von 1960. Fortan spitzte Bampi seine Glasuren auf und tauchte seine Gefäße nicht mehr. Alte Rezepte stellt er 1956 auf Scherben und Temperatur um und entwickelt gleichzeitig neue nach Werner Lehnhäuser, zunächst Zink-Barium-Glasuren und seit 1957 Nickelglasuren. Es kommt zu einem regelrechten Wettstreit zwischen Hubert Griemert, Leiter der Meisterklasse an der Staatlichen Werkschule in Höhr-Grenzhausen, und Bampi, auch wenn man unterschiedliche Ausdrucksweisen bevorzugt. Seit 1959 erfindet er immer neue Kristallglasuren bzw. Glasurkombinationen und Farben, mit denen er seine Kunden auf der Frankfurter Messe überrascht. In seinen stark geflossenen Glasuren treten Kristalle in unterschiedlicher Größe und Dichte auf und ihre Farbigkeit ist äußerst vielschichtig.

## Kunst am Bau
Eine wesentliche Einnahmequelle war die Herstellung von Kachelöfen, Kaminen und Brunnen, bis Wandmosaiken gefragt waren. Stellen die Brunnen auf dem Friedhof von Rheinfelden und Lörrach 1954 und 1955 noch eine Verbindung von Brunnen und Wandmosaik her, so erhielt Bampi bald Aufträge für große Wände, für deren Entwurf er befreundete Maler heranzog. Der erste große Auftrag war das Freiburger Keramikbild von 1956 für die Albert-Ludwigs-Universität Freiburg: eine Putzwand von fast 20 Meter Länge und 2,5 m Höhe mit einer abstrakten Komposition aus frei schwebenden Elementen aus Keramik, für die Julius Bissier 1955 den Entwurf (Museum für Neue Kunst Freiburg) lieferte. Laut Rezeptbuch entwickelte Bampi von Januar bis Juni 1956 für diesen Auftrag 80 Glasurfarben in Versuchsreihen von bis zu 60 Einzelproben für 1000 °C im Elektroofen.
Weitere Keramikwände entstanden nach Entwürfen von Fritz Harnest: 1958 fünf abstrakte Kompositionen auf Putz im Treppenhaus des Finanzamtes Bad Säckingen und 1961 ebenfalls fünf abstrakte Kompositionen auf Beton für Eingang und Casino der Kaserne in Stetten am kalten Markt / Hochschwarzwald. Keramische Wandbilder auf Beton fertigte Bampi 1959 nach Entwurf von Bert Jäger für das Arbeitsamt Freiburg (heute Mathematisches Institut der Universität Freiburg, Ernst-Zermelo-Str. 1) und 1961 nach Entwurf von Adolf Riedlin für das Zollamt Weil am Rhein (seit 2012 im Haus der Volksbildung, Humboldtstr.5). Gerda Haller schuf die Entwürfe für Putzwandbilder von 1959 in Lörrach, Bampi selbst entwarf die Mosaikwände von 1958 in Müllheim und Lörrach.

## Auszeichnungen
- 1953: Bayerischer Staatspreis
- 1953: Baden-Württembergischer Staatspreis
- 1953: Goldmedaille Madrid
- 1954: Hessischer Staatspreis für das Deutsche Kunsthandwerk
- 1954: Bronzemedaille der X. Mailänder Triennale
- 1955: Silbermedaille des Premier Festival International de la Céramique in Cannes
- 1955: Silbermedaille des Concorso Internazionale della Ceramica d'Arte in Faenza
- 1956: Grand Prix des Cinq Siècles de Céramique Allemande in Cannes
- 1961: Baden-Württembergischer Staatspreis
- 1962: Goldmedaille der Internationalen Keramikausstellung des AIC in Prag
- 1965: Ehrenprofessur des Landes Baden-Württemberg